# Świt (obraz)
Świt – obraz olejny (pejzaż) autorstwa polskiego malarza Józefa Chełmońskiego, ukończony w 1892 roku. Znajduje się w zbiorach Muzeum Narodowego w Krakowie.

## Historia
Pejzaż Świt został namalowany przez Józefa Chełmońskiego w 1892 roku w Kuklówce Zarzecznej na Mazowszu, gdzie Chełmoński osiedlił się w 1889 roku (zob. dworek Józefa Chełmońskiego). Obraz trafił później do kolekcji Feliksa Jasieńskiego, który w 1920 roku przekazał go Muzeum Narodowemu w Krakowie. Instytucja zdecydowała o włączeniu dzieła do stałej ekspozycji w Galerii Sztuki Polskiej XIX wieku w Sukiennicach na Rynku Głównym.
26 września 2024 roku obraz czasowo usunięto z krakowskiego muzeum i przewieziono do Muzeum Narodowego w Warszawie przy Alejach Jerozolimskich 3, gdzie został zaprezentowany na wystawie poświęconej twórczości Józefa Chełmońskiego. Powrót dzieła do Krakowa planowany jest na 26 stycznia 2025 roku, po zakończeniu ekspozycji.

## Opis
Obraz Świt przedstawia rozległą łąkę, nad którą unoszą się fioletowe elementy porannej mgły, harmonijnie współgrające z rozświetlonym niebem, przesyconym złocistoróżową zorzą. Kompozycja opiera się na poziomych, łagodnie przenikających się pasmach barw, a formę kształtuje delikatnie nakładany kolor, z miękkimi, subtelnymi przejściami tonalnymi. 
Nastrojowy blask pejzażu przywołuje skojarzenia z impresjonizmem, podczas gdy głęboka kontemplacja natury ujawnia panteistyczne postrzeganie obecności sacrum w świecie przyrody. Ten sposób przedstawiania krajobrazu, typowy dla późnych prac Chełmońskiego, często zestawiano z twórczością Adolfa Dygasińskiego, Józefa Weyssenhoffa oraz Marii Rodziewiczówny, z którą artysta podróżował po Podolu latem 1906 roku.
Płótno obrazu ma 52 cm wysokości, 74 cm szerokości, natomiast z masywną ramą ma wysokość 71,5 cm, szerokość 94 cm oraz głębokość wynoszącą 6 cm. W lewym dolnym rogu płótna znajduje się sygnatura: „Józef Chełmoński 1892”.